# Persone di nome Marco/Attori
| Questa pagina contiene informazioni ricavate automaticamente dalle voci biografiche con l'ausilio del template Bio e di un bot. L'aggiornamento è periodico e automatico e ricostruisce completamente la pagina. Se manca una persona in questa lista, sei pregato di non aggiungerla, ma accertati piuttosto che la sua voce biografica contenga il template Bio e che i dati anagrafici siano correttamente compilati. Se il template Bio manca, inseriscilo tu stesso o, in alternativa, metti l'avviso {{tmp\|Bio}} che ne segnala la mancanza. Se i dati riportati sono sbagliati, correggi direttamente la voce biografica; le modifiche saranno visibili in questa lista entro pochi giorni. Per chiarimenti vedi il progetto antroponimi. La lista contiene solo le 58 persone che sono citate nell'enciclopedia e per le quali è stato implementato correttamente il template Bio. Pagina aggiornata al 6 ago 2025. |

Questa è una lista di persone presenti nell'enciclopedia che hanno il nome Marco e sono attori.

## B(7)
- Marco Baliani, attore, drammaturgo e regista teatrale italiano (Verbania, n. 1950)
- Marco Basile, attore italiano (Noto, n. 1974)
- Marco Bocci, attore e scrittore italiano (Marsciano, n. 1978)
- Marco Bonadei, attore e regista teatrale italiano (Genova, n. 1986)
- Marco Bonafaccia, attore italiano (Roma, n. 1974)
- Marco Bonetti, attore e doppiatore italiano (Milano, n. 1944)
- Marco Bonini, attore italiano (Roma, n. 1972)

## C(5)
- Marco Cassini, attore e regista italiano (Teramo, n. 1986)
- Marco Antonino Clini, attore, doppiatore e annunciatore televisivo italiano (Milano, n. 1965)
- Marco Cocci, attore e cantante italiano (Prato, n. 1974)
- Marco Columbro, attore e conduttore televisivo italiano (Viareggio, n. 1950)
- Marco Cortesi, attore, regista e scrittore italiano (Forlì, n. 1979)

## D(2)
- Marco D'Amore, attore, regista e sceneggiatore italiano (Caserta, n. 1981)
- Marco Mario de Notaris, attore italiano (Napoli, n. 1975)

## F(2)
- Marco Falaguasta, attore e commediografo italiano (Roma, n. 1970)
- Marco Foschi, attore e doppiatore italiano (Roma, n. 1977)

## G(9)
- Marco Galli, attore italiano (Roma, n. 1965)
- Marco Gelardini, attore italiano (Roma, n. 1957)
- Marco Giallini, attore italiano (Roma, n. 1963)
- Marco Girondino, attore italiano (Latina, n. 1969)
- Marco Giuliani, attore italiano (Roma, n. 1976)
- Marco Gobetti, attore italiano (Torino, n. 1967)
- Marco Grazzini, attore canadese (Toronto, n. 1980)
- Marco Guadagno, attore, doppiatore e direttore del doppiaggio italiano (Roma, n. 1960)
- Marco Guglielmi, attore italiano (Sanremo, n. 1928 - Roma, † 2005)

## H(1)
- Marco Hofschneider, attore tedesco (Berlino, n. 1969)

## I(4)
- Marco Iannitello, attore italiano (Palermo, n. 1985)
- Marco Iannone, attore italiano (Roma, n. 1984)
- Marco Iermanò, attore italiano (Locri, n. 1988)
- Marco Ilsø, attore danese (Copenaghen, n. 1994)

## L(1)
- Marco Leonardi, attore italiano (Melbourne, n. 1971)

## M(6)
- Marco Maccieri, attore, regista teatrale e docente italiano (Reggio Emilia, n. 1977)
- Marco Manchisi, attore e drammaturgo italiano (Napoli, n. 1961)
- Marco Mariani, attore italiano (Ancona, n. 1918 - Roma, † 1970)
- Marco Messeri, attore, comico e cabarettista italiano (Livorno, n. 1948)
- Marco Milano, attore e cabarettista italiano (Milano, n. 1961)
- Marco Minetti, attore e doppiatore italiano (Roma, n. 1966)

## N(1)
- Marco Nanini, attore, drammaturgo e regista teatrale brasiliano (Recife, n. 1948)

## P(6)
- Marco Palvetti, attore italiano (Pollena Trocchia, n. 1988)
- Marco Paoletti, attore italiano (Siena, n. 1949)
- Marco Perella, attore statunitense (Houston, n. 1949)
- Marco Pigossi, attore, produttore cinematografico e ex nuotatore brasiliano (San Paolo, n. 1989)
- Brenno Placido, attore italiano (Roma, n. 1991)
- Marco Presta, attore, conduttore radiofonico e scrittore italiano (Roma, n. 1961)

## Q(1)
- Marco Quaglia, attore italiano (Roma, n. 1971)

## R(5)
- Marco Ricca, attore e produttore cinematografico brasiliano (San Paolo, n. 1962)
- Marco Ripoldi, attore italiano (Milano, n. 1981)
- Marco Rodríguez, attore statunitense (Los Angeles, n. 1953)
- Marco Rossetti, attore italiano (Roma, n. 1985)
- Marco Rulli, attore italiano (Roma, n. 1984)

## S(5)
- Marco Sanchez, attore, cantante e sceneggiatore statunitense (Los Angeles, n. 1970)
- Marco Sgrosso, attore, regista e pedagogo italiano (Napoli, n. 1960)
- Marco Sincini, attore italiano (Camerino, n. 1978)
- Marco St. John, attore statunitense (New Orleans, n. 1939)
- Marco Stefanelli, attore e stuntman italiano (Roma, n. 1955)

## T(2)
- Marco Todisco, attore italiano (Roma, n. 1998)
- Marco Tulli, attore italiano (Roma, n. 1920 - Roma, † 1982)

## V(1)
- Marco Vicario, attore, regista e sceneggiatore italiano (Roma, n. 1925 - Roma, † 2020)